# Claudio Lombardi
Claudio Lombardi (Alessandria, 12 maggio 1942) è un ingegnere italiano.

## Biografia

### Motori
Dopo la maturità classica consegue la laurea in ingegneria meccanica, indirizzo Trasporti, all'Università di Bologna. Dal 1968 al 1974, presso Fiat Auto, è ricercatore in campo motoristico, occupandosi della dinamica di generazione delle sostanze inquinanti dei gas di scarico e dei dispositivi per ridurre le stesse.

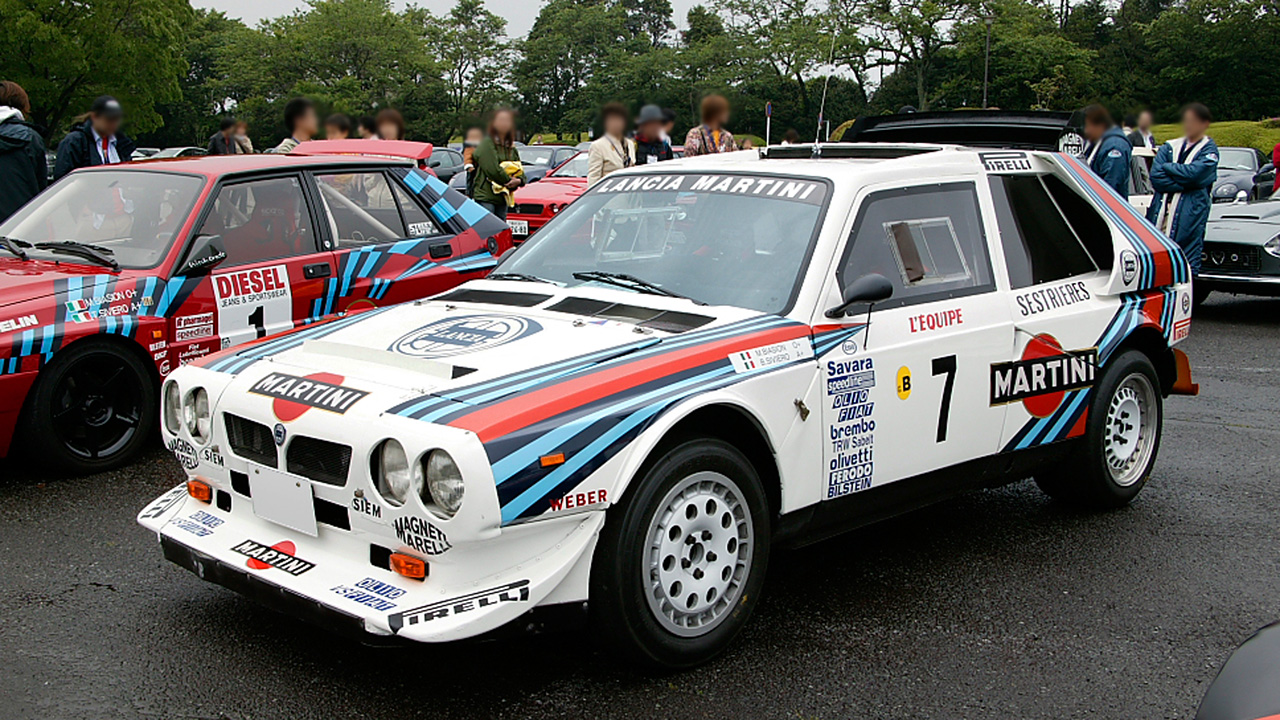
Lancia Delta S4

Dal 1975 al 1990 è direttore tecnico motori in Lancia, sempre parte del gruppo Fiat. Grazie alle sue qualità riesce a mettersi in luce, al punto tale da venire inserito nel reparto corse della casa torinese, dove va a occuparsi della progettazione delle vetture che correvano il campionato mondiale rally; tra le altre cose, è grazie a Lombardi che il gruppo Fiat brevetta nel 1986 il motore da competizione Triflux. Con la squadra Lancia ottiene numerosi titoli mondiali, e segue lo sviluppo di vetture di alto spessore, su tutte la Lancia Delta S4. In questo periodo è subordinato a Cesare Fiorio, direttore sportivo della squadra ufficiale Lancia. Con il passaggio di Fiorio al comando della Scuderia Ferrari di Formula 1, dal 1989 al 1991 Lombardi gli subentra una prima volta come team manager Lancia.
Con la chiusura delle attività sportive Lancia, nel 1991 anche Lombardi viene dirottato a Maranello, dove fino al 1994 è direttore dell'attività motoristica di Formula 1. Dopo il licenziamento di Fiorio a causa degli scarsi risultati conseguiti nel corso del campionato '91, Lombardi assume brevemente anche la direzione sportiva della Scuderia, prima di cedere il ruolo ad Harvey Postlethwaite e tornare a occuparsi del solo reparto tecnico. Nello stesso momento, con l'inizio della presidenza di Luca Cordero di Montezemolo, Lombardi, a cui viene affidata la direzione motori, riorganizza il settore: stabilisce legami con il Centro Ricerche Fiat e introduce a Maranello più moderne tecnologie quali il comando pneumatico delle valvole e interventi sul sistema di estrazione del gas del carter e di lubrificazione. Nel 1994 chiude definitivamente con la Formula 1, quando passa allo sviluppo delle vetture Gran Turismo, anche da competizione, del Cavallino; incarico che mantiene fino al 1999.

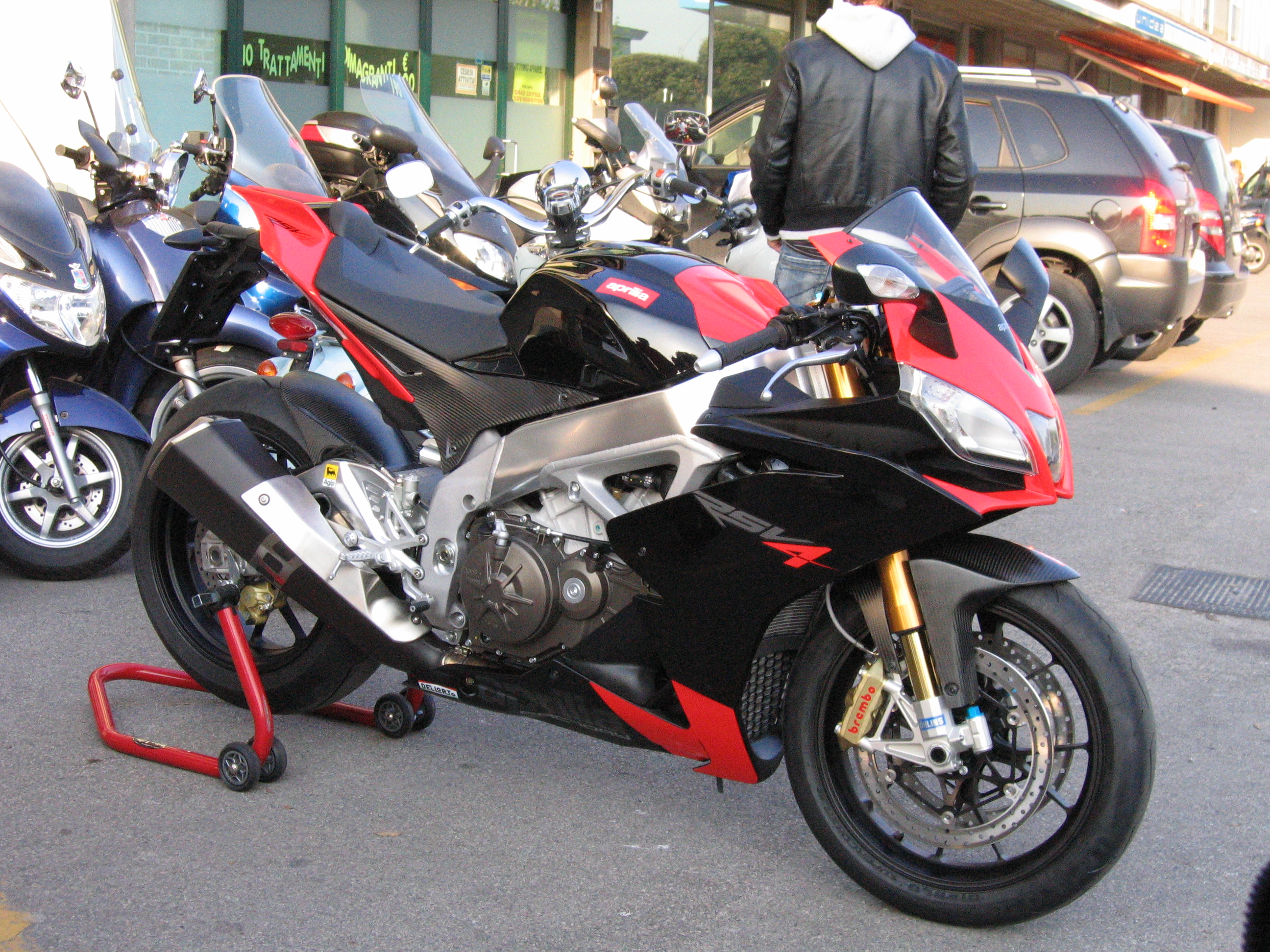
Aprilia RSV4

Dal 2000 al 2010 è in Aprilia come libero professionista. A Noale coordinato le attività di evoluzione dei propulsori High End oltreché di ricerca e sviluppo relativa a motori sia stradali sia da competizione. Si occupa in particolare della progettazione dell'innovativo motore dell'Aprilia RSV4, il più prestante fin lì mai realizzato dalla casa veneta, e che riprende parte dei concetti espressi nei primi anni 1990 sui propulsori Ferrari di Formula 1: grazie anche a questo motore, Aprilia egemonizza il campionato mondiale Superbike nella prima metà degli anni 2010 con i piloti Max Biaggi e Sylvain Guintoli.
Dal 2011 esercita, con impegno temporale più limitato, la professione di consulente principalmente del settore automotive; in particolare, si è occupato di sistemi di produzione di energia da fonti rinnovabili e di tecnologie relative ai veicoli elettrici e ibridi.

### Politica
Parallela all'attività lavorativa principale di Lombardi vi è anche quella in politica. Tra il 1999 e il 2004 è consigliere della Provincia di Alessandria, eletto come indipendente nella lista dei Democratici di Sinistra. Nel 2012 diventa consigliere al Comune di Alessandria, presidente del gruppo consiliare di Sinistra Ecologia Libertà oltreché presidente della commissione sicurezza e ambiente. L'8 aprile 2013 è nominato assessore alle politiche di tutela e valorizzazione dell'ambiente del comune alessandrino; nello stesso anno, il 25 novembre, in seguito a una ridistribuzione delle deleghe, è nominato assessore all'ambiente, salute e protezione civile.
Divenuto esponente di Legambiente, negli anni seguenti ha palesato posizioni vicine ai movimenti "Stop Solvay", esprimendosi in favore degli abitanti di Spinetta Marengo verso la bonifica della zona dello stabilimento Solvay, e No Cav, sottoscrivendo l'appello in difesa del Pizzo d'Uccello sulle Alpi Apuane.